# Tscharenzawan
Tscharenzawan (armenisch Չարենցավան) ist eine Stadt in der Provinz Kotajk im Zentrum Armeniens. Die Stadt wurde 1948 als Lussawan gegründet und 1967 nach dem Dichter Jeghische Tscharenz benannt. In der Stadtgemeinde leben 28.500 Einwohner (Stand 2023), wovon 8.200 in eingemeindeten ländlicheren Gebieten wohnen.

## Geschichte
Die Gründung der Stadt geht auf Initiative der Sowjetunion zurück und erfolgte im Jahr 1948 unter dem alten Namen Lussawan. Die neue Stadt sollte den Arbeitern des 1953 fertiggestellten Wasserkraftwerks Argel als Wohnsiedlung dienen. Nach Fertigstellung des Kraftwerks siedelten sich industrielle Firmen, im Wesentlichen im Bereich Maschinenbau, in der Stadt an. Im Jahr 1967 erfolgte die Umbenennung der Stadt in Ehren des Dichters Tscharenz.

## Galerie

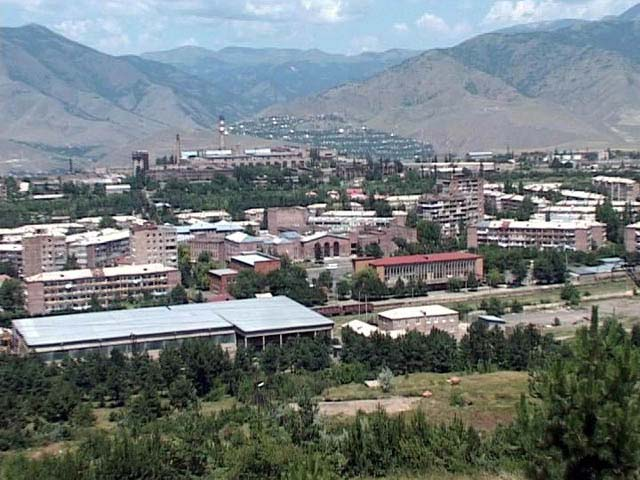
Stadtansicht, 2011
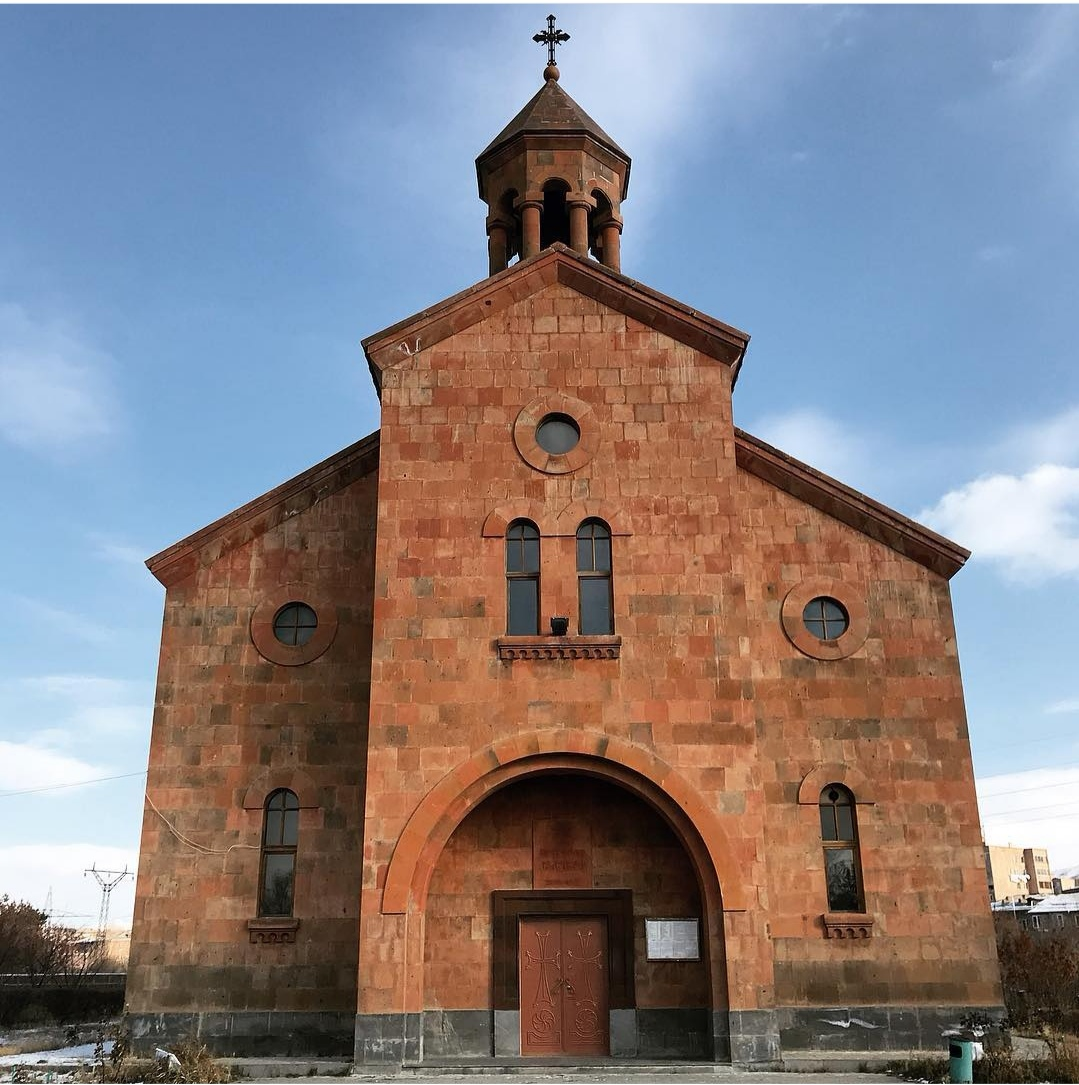
Kirche, 2020
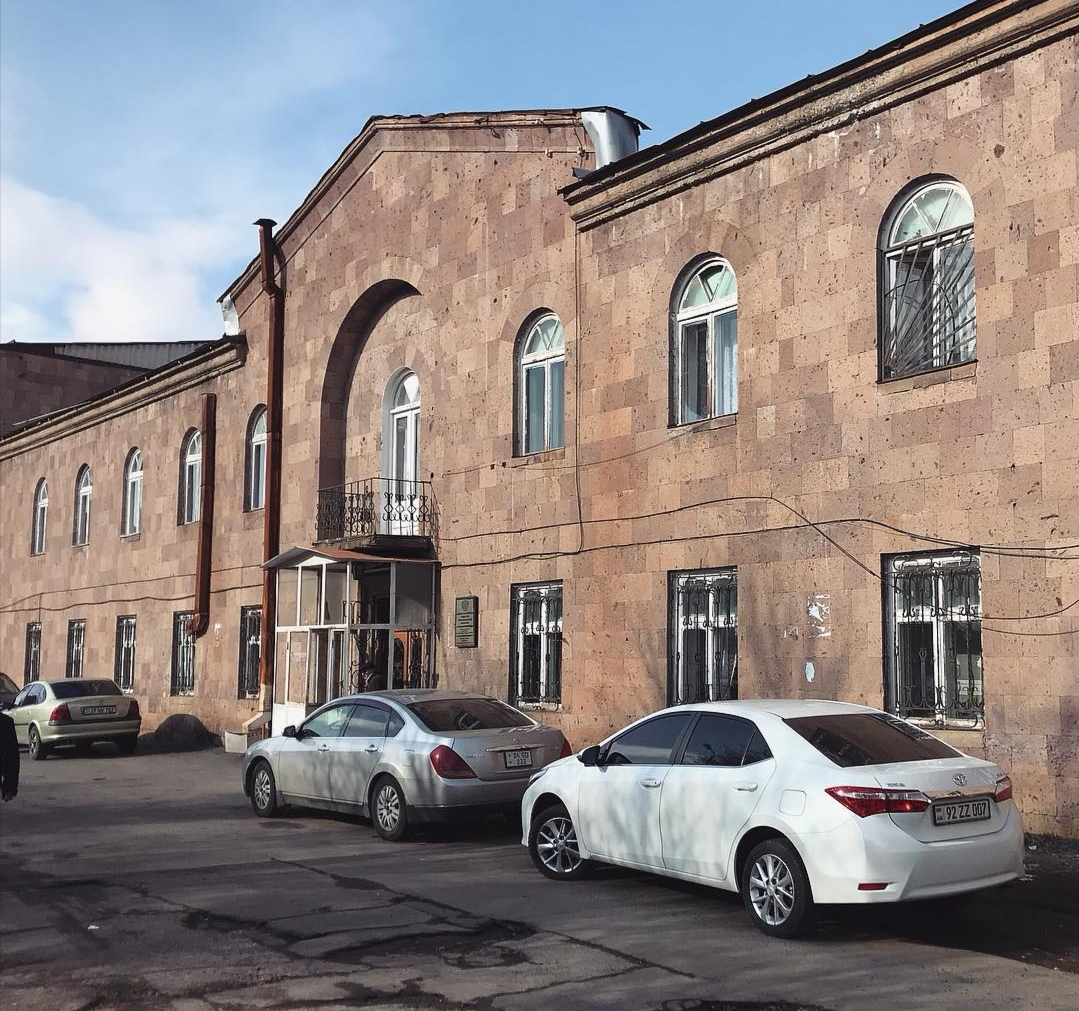
Krankenhaus, 2020
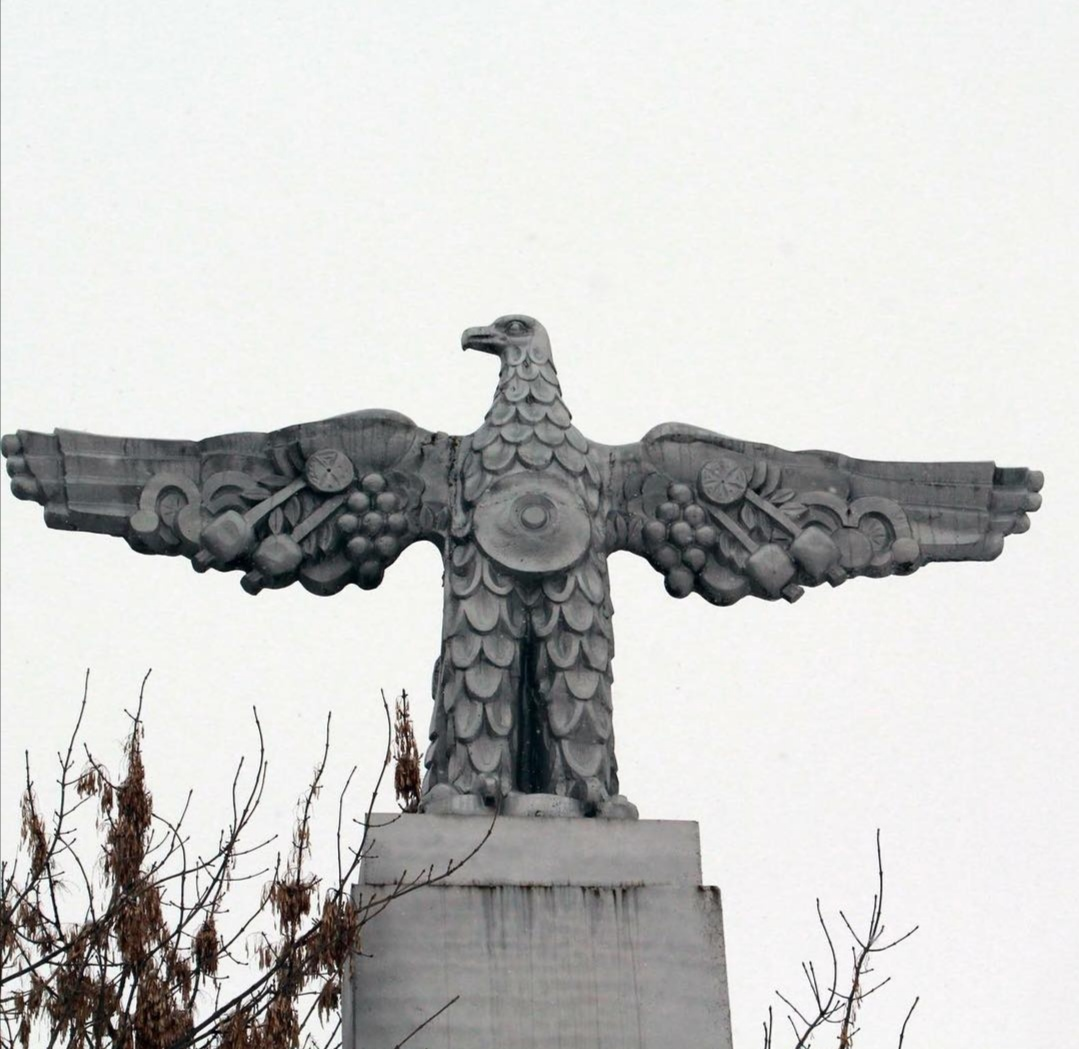
Monument, 2020
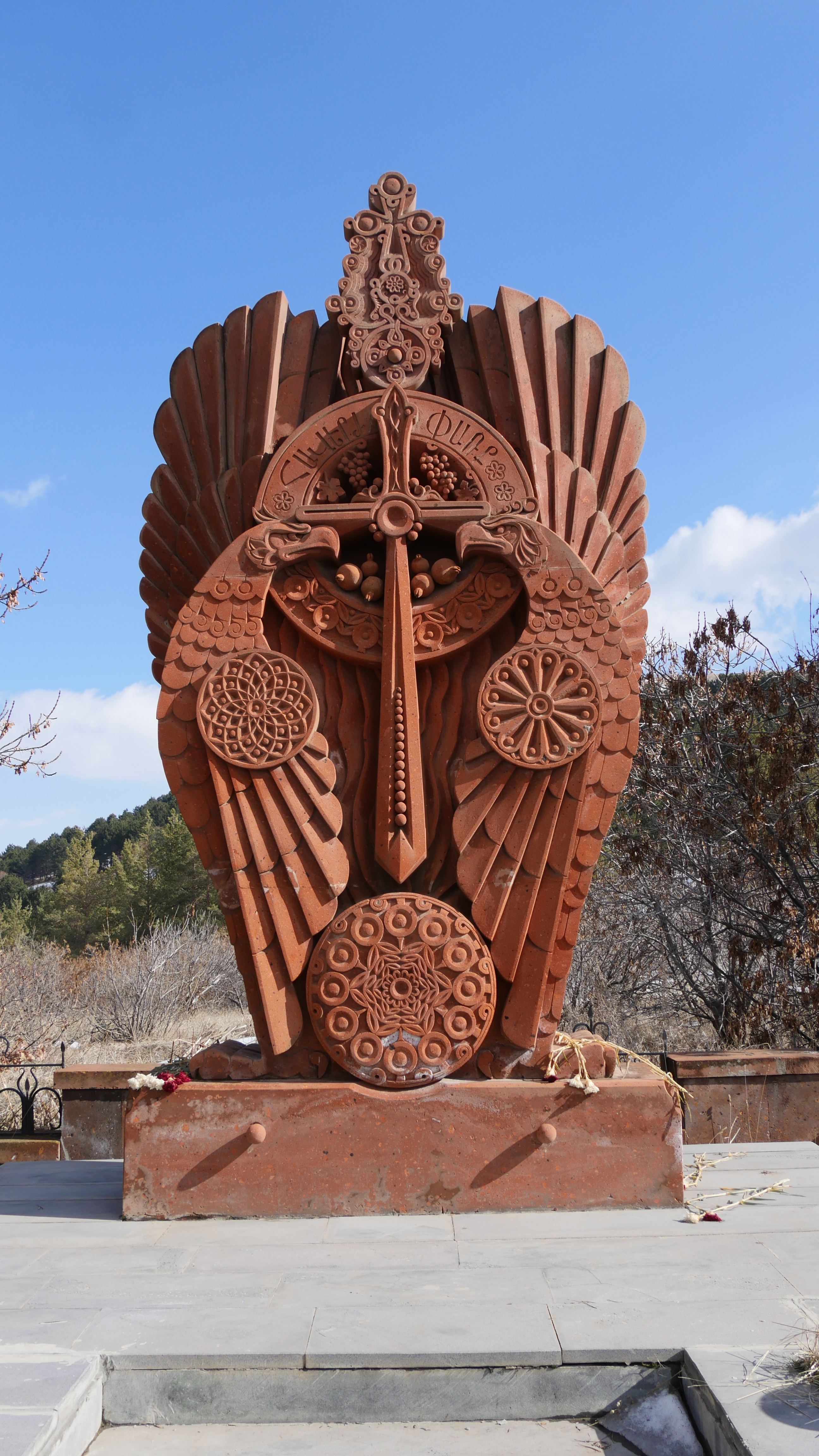
Denkmal, 2020
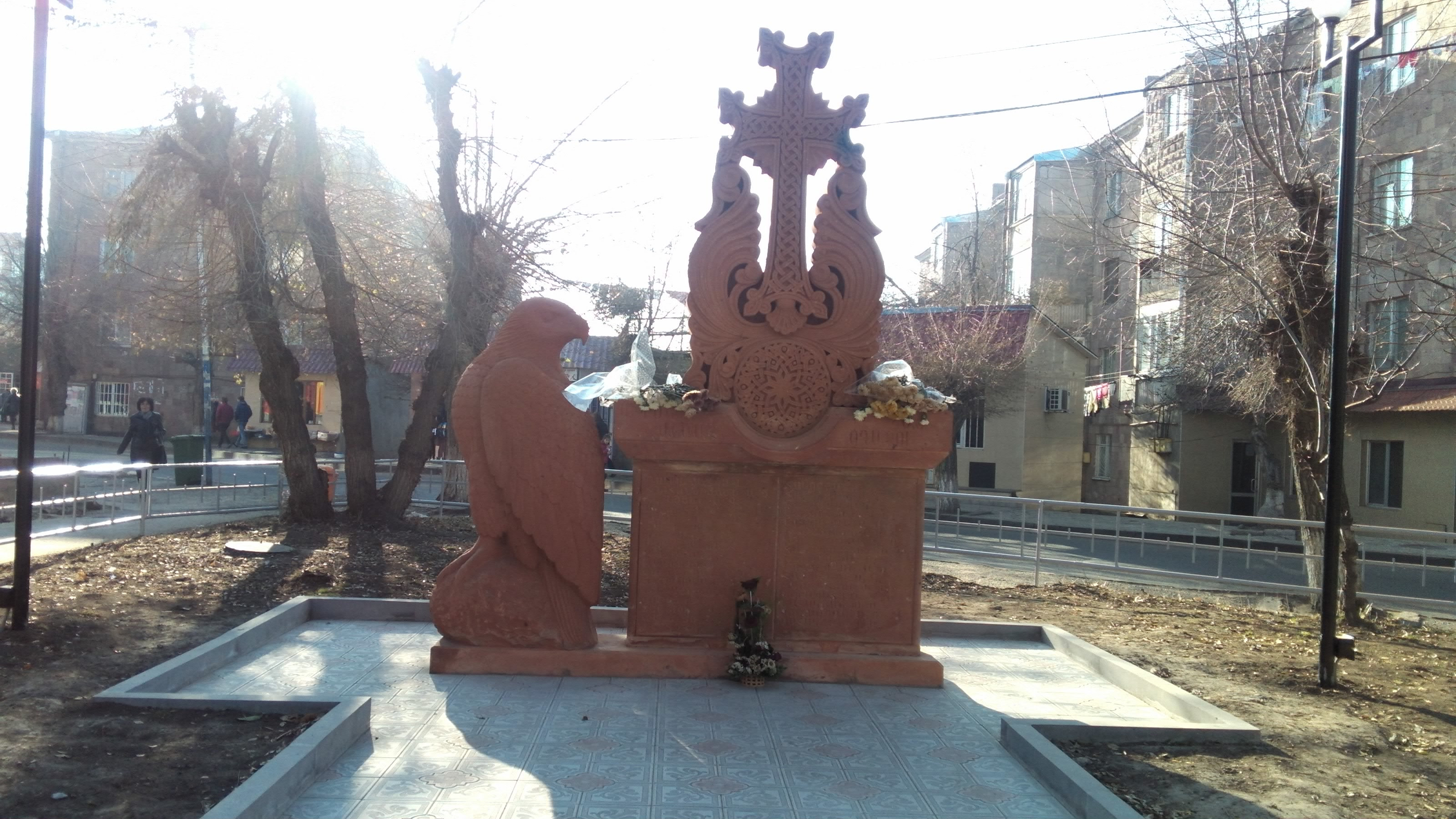
Denkmal an gefallene Piloten, 2016
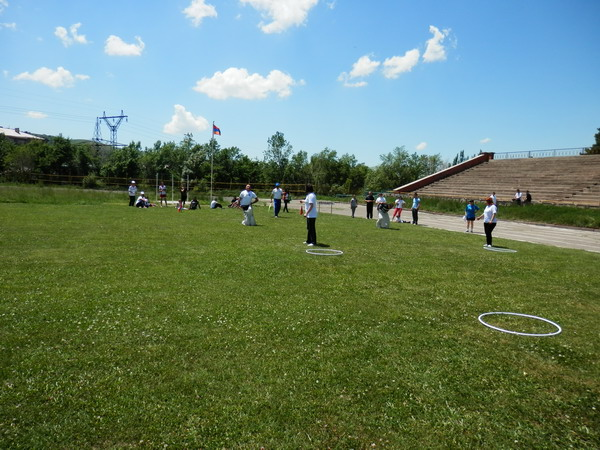
Stadion, 2013
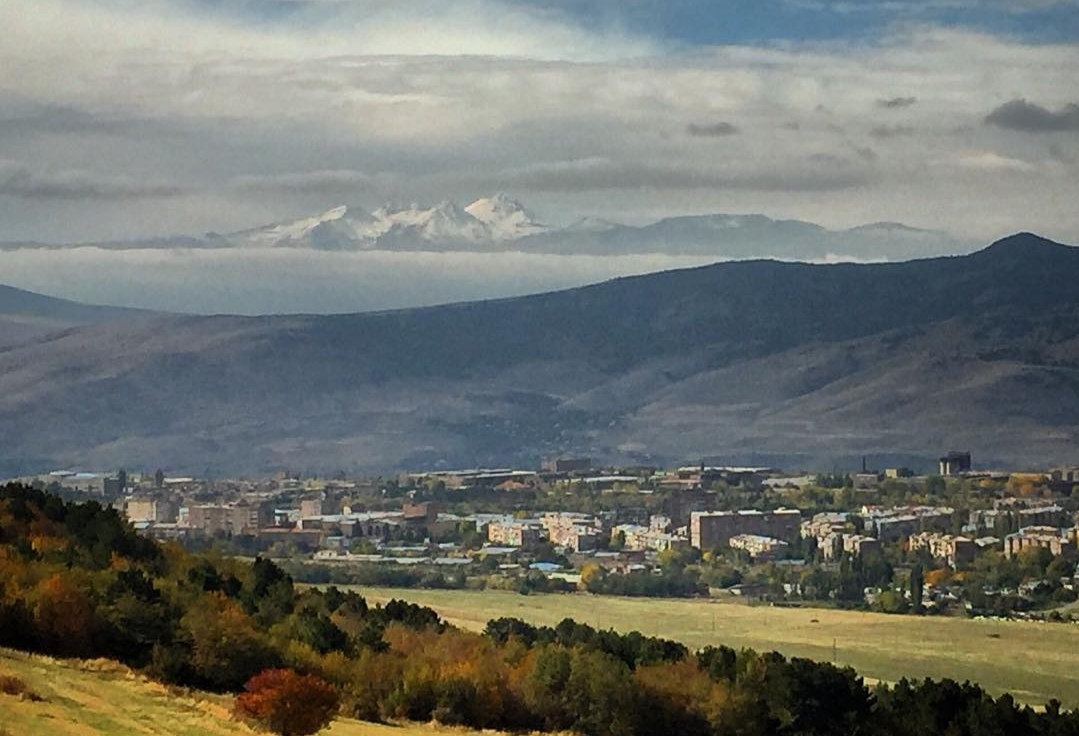
Landschaft von Tscharenzawan, 2020